# Lekkoatletyka na Letnich Igrzyskach Olimpijskich 1920 – bieg na 10 000 m mężczyzn
Bieg na 10 000 m mężczyzn był jedną z konkurencji lekkoatletycznych na Letnich Igrzyskach Olimpijskich 1920. Zawody odbyły się w dniach 19-20 sierpnia. W zawodach uczestniczyło 34 zawodników z 17 państw.

## Rekordy
| Rekord świata     | 30:58.8 | Jean Bouin         | Colombes (FRA)  | 16 listopada 1911 |
| Rekord olimpijski | 31:20.8 | Hannes Kolehmainen | Sztokholm (SWE) | 8 lipca 1912      |

## Wyniki

### Półfinały
Półfinał 1
| Miejsce | Zawodnik             | Czas    | Kwal. |
| ------- | -------------------- | ------- | ----- |
| 1       | James Wilson         | 33:40,2 | Q     |
| 2       | Paavo Nurmi          | 33:48,2 | Q     |
| 3       | Augusto Maccario     | 33:56,4 | Q3    |
| 4       | Jean-Baptiste Manhès | 34:20,8 | Q     |
| 5       | Alfred Gaschen       | 35:54,6 | Q     |
| 6       | Werner Magnusson     | 34:49,2 |       |
| 7       | Lucien Duquesne      | 36:20   |       |
| 8       | Pierre Devaux        | 38:00   |       |
| —       | Jüri Lossmann        | DNF     |       |
| —       | Phadeppa Chaugule    | DNF     |       |
| —       | Julius Ebert         | DNF     |       |
| —       | Amisoli Patisoni     | DNF     |       |

Półfinał 2
| Miejsce | Zawodnik         | Czas    | Kwal. |
| ------- | ---------------- | ------- | ----- |
| 1       | Joseph Guillemot | 32:41,6 | Q     |
| 2       | Eric Backman     | 32:48,0 | Q     |
| 3       | Albert Andersen  | 33:00,0 | Q     |
| 4       | Fred Faller      | 33:18,0 | Q     |
| 5       | Oscar Garin      | 33:45,0 | Q     |
| 6       | Edward Lawrence  | 33:50   |       |
| 7       | Aimé Proot       | 34:00   |       |
| 8       | Teodoro Pons     |         |       |
| 9       | Konosuke Sano    |         |       |
| —       | Sinton Hewitt    | DNF     |       |

Półfinał 3
| Miejsce | Zawodnik            | Czas    | Kwal. |
| ------- | ------------------- | ------- | ----- |
| 1       | Heikki Liimatainen  | 32:08,2 | Q     |
| 2       | Charles Clibbon     | 32:08,8 | Q     |
| 3       | Gaston Heuet        | 32:11,1 | Q     |
| 4       | Carlo Speroni       | 32:13,1 | Q     |
| 5       | James Hatton        | 32:23,0 | Q     |
| 6       | Nils Bergström      | 33:38,0 |       |
| 7       | Aleksandros Kranis  |         |       |
| 8—10    | Constantino Lussana |         |       |
| 8—10    | Karel Pacák         |         |       |
| 8—10    | Zensaku Motegi      |         |       |
| —       | Earl Johnson        | DNF     |       |
| —       | George Cornetta     | DNF     |       |
| —       | Emanuel Lundström   | DNF     |       |

### Finał
| Miejsce | Zawodnik             | Czas    |
| ------- | -------------------- | ------- |
| 1       | Paavo Nurmi          | 31:45,8 |
| 2       | Joseph Guillemot     | 31:50   |
| 3       | James Wilson         | 31:56   |
| 4       | Augusto Maccario     | 32:04   |
| 5       | James Hatton         | 32:10   |
| 6       | Jean-Baptiste Manhès | 32:35   |
| 7       | Heikki Liimatainen   | 32:36   |
| 8       | Fred Faller          | 32:46   |
| 9       | Oscar Garin          | 34:00   |
| —       | Charles Clibbon      | DNF     |
| —       | Alfred Gaschen       | DNF     |
| —       | Eric Backman         | DNF     |
| —       | Albert Andersen      | DNF     |
| —       | Carlo Speroni        | DNF     |
| —       | Gaston Heuet         | DNF     |